# كتاب نزهة الأعين النواظر في علم الوجوه والنظائر
كتاب نزهة الأعين النواظر في علم الوجوه والنظائر، تأليف أبي الفرج ابن الجوزي، كتاب صنفه لبيان الوجوه والنظائر في القرآن الكريم، وبين أن معنى ذلك: أن تأتي الكلمة الواحدة في القرآن في مواضع ويكون معناها مختلفا، فقد يكون له معنيان أو ثلاث أو أكثر.
وقد ألفه ابن الجوزي لما رأى أن المصنفين قبله وقعت لهم أوهام في هذا المجال، فأراد أن يكون كتابه جامعا مجانبا لأوهام من قبله.
وقد رتبه حسب الحروف، مبتدءا بما له وجهان، ثم ثلاث، ثم أربع، وهكذا، وقد أجاد فيه المؤلف وأفاد.
طبع الكتاب في مؤسسة الرسالة بتحقيق محمد عبد الكريم الراضي.

## الكتاب والمؤلف
اسم الكتاب: نزهة الأعين النواظر في علم الوجوه والنظائر.
المؤلف: أبو الفرج عبد الرحمن بن علي القرشي التيمي البغدادي، المعروف بابن الجوزي.
ولد ونشأ ببغداد، وطلب العلم بها، وأخذ عن المشايخ، وجد واجتهد في الطلب.
من شيوخه: ابن الزاغوني، وابن البنّاء، وأبو السعادات المتوكلي، وغيرهم.
من تلاميذه: عبد الغني المقدسي، وابن قدامة، والدبيثي، وغيرهم كثير.
وكان بارعا في التفسير والوعظ، ومؤرخا، وفقيها.
مؤلفاته: صنف كثيرا من الكتب، منها: زاد المسير في علم التفسير، فنون الأفنان في عيون علوم القرآن، ناسخ القرآن ومنسوخه، نزهة الأعين النواظر في علم الوجوه والنظائر، المنتظم فِي أخبار الملوك والأمم، المدهش، صيد الخاطر، مُثِير العزم السّاكن إِلَى أشرف الأماكن، وغيرها كثير.
توفي ببغداد سنة 597هــ.

## موضوع الكتاب
الكتاب في نوع من العلوم المتعلقة بالقرآن الكريم، وهو علم الوجوه والنظائر.
وقد شرح المؤلف معنى الوجوه والنظائر في مقدمة الكتاب فقال: واعلم أن معنى الوجوه والنظائر: أن تكون الكلمة واحدة، ذكرت في مواضع من القرآن على لفظ واحد، وحركة واحدة، وأريد بكل مكان معنى غير الآخر، فلفظ كل كلمة ذكرت في موضع نظير للفظ الكلمة المذكورة في الموضع الآخر، وتفسير كل كلمة بمعنى غير معنى الأخرى هو الوجوه.
فإذن النظائر: اسم للألفاظ، والوجوه: اسم للمعاني، فهذا الأصل في وضع كتب الوجوه والنظائر.

## سبب التأليف
ذكر المؤلف في مقدمة الكتاب أنه نظر في الكتب المؤلفة في علم الوجوه والنظائر في القرآن، فرأى المتأخرين منهم ينقلون عن المتقدمين ويحذون حذوهم من غير فكرة فيما ينقلونه، ولا بحث فيما يحصلونه، وذكر أن بعض الكتب في هذا الموضوع قد وقع فيها الخطأ والتهافت فيما يذكرونه من ذلك، فأراد أن يجمع في كتابه أجود ما جمعوه، ويتجنب ما وقعوا فيه من أوهام.

## منهج المؤلف في الكتاب
- قسم المؤلف الكتاب إلى 29 كتابا، لكل حرف من حروف الهجاء كتاب، وجعل حرف «لا» كتابا مستقلا.
- بدأ المؤلف بذكر ما له وجهان من المعاني، ثم ما له ثلاثة وجوه، ثم ما له أربع، وهكذا.
- رتب الكتب حسب حروف المعجم.
- يشرح اللفظة التي يوردها، ويبين أصلها اللغوي، ويشرح المعنى الغريب مستشهدا بالقرآن والحديث والشعر.
- أحيانا يذكر أقوال العلماء فيما يورده من مسائل بدون تعليل لها، وغالبا يعتمد على أقوال أهل التفسير والحديث والفقه.
- أحيانا يشير إلى القضايا اللغوية أو النحوية أو الصرفية، كالأضداد، والأجناس، والترادف، وغيرها.
- يتعرض أحيانا لذكر مسائل في القراءات القرآنية والمسائل الفقهية.

## قيمة الكتاب وأهميته
يعد كتاب نزهة الأعين النواظر من أجود ما ألف في بابه، فقد جاء فريدا في منهج تأليفه اللغوي والتفسيري.
وقد بلغ ما ذكره ابن الجوزي من ألفاظ 324 لفظة بين معانيها في القرآن، وهذا يدل على استقصاء المؤلف واجتهاده في جمع مادة الكتاب.
كما أن مما يؤكد أهمية الكتاب أن مؤلفه من العلماء المتميزين في جودة البحث، خاصة فيما يتعلق بعلوم القرآن، فله فيها باع طويل.

## نموذج من الكتاب
قال في كتاب الباء: باب البطش.
قال ابن فارس: البطش: الأخذ.
وذكر بعض المفسرين أنه في القرآن على وجهين: -
أحدهما: القوة. ومنه قوله تعالى في الزخرف: {فَأَهْلَكْنَا أَشَدَّ مِنْهُم بَطْشًا} [سورة الزخرف، آية (8)]، وفي قاف: {هُمْ أَشَدُّ مِنْهُم بَطْشًا} [سورة قاف، آية (36)].
والثاني: العقاب. ومنه قوله تعالى في الدخان: {يَوْمَ نَبْطِشُ الْبَطْشَةَ الْكُبْرَى} [سورة الدخان، آية (16)]، وفي القمر: {وَلَقَدْ أَنذَرَهُم بَطْشَتَنَا} [سورة القمر، (36)]، وفي البروج: {إِنَّ بَطْشَ رَبِّكَ لَشَدِيدٌ} [سورة البروج، آية (12)].

## طبعات الكتاب
طبع الكتاب بتحقيق محمد عبد الكريم الراضي، ونشرته مؤسسة الرسالة ببيروت عام 1404هـ - 1984م.
وله طبعات أخرى في دار الكتب العلمية ومكتبة الثقافة الدينية.